# Xã Torgerson, Quận Pierce, Bắc Dakota
Xã Torgerson (tiếng Anh: Torgerson Township) là một xã thuộc quận Pierce, tiểu bang Bắc Dakota, Hoa Kỳ. Năm 2010, dân số của xã này là 62 người.